# Gierlachów
Gierlachów – wieś w Polsce położona w województwie świętokrzyskim, w powiecie sandomierskim, w gminie Dwikozy.
| SIMC    | Nazwa              | Rodzaj    |
| ------- | ------------------ | --------- |
| 0790120 | Gierlachów Bliższy | część wsi |
| 0790137 | Gierlachów Dalszy  | część wsi |

Wieś (przedmieście) położone w starostwie sandomierskim była własnością Sandomierza w 1629 roku. 
W latach 1954–1972 wieś należała i była siedzibą władz gromady Gierlachów. W latach 1975–1998 miejscowość administracyjnie należała do województwa tarnobrzeskiego.
Wieś Gierlachów jest częścią parafii pod wezwaniem Chrystusa Króla Jedynego Zbawiciela Świata w Sandomierzu.
W Gierlachowie znajduje się Sala Królestwa Świadków Jehowy, z której korzysta zbór Sandomierz. Znajduje się tu również jedna z latarni chocimskich.
W przeszłości istniała powszechnie używana nazwa Gerlachów, którą można było spotkać na pieczątkach szkoły podstawowej ok. 1990 r. Brakuje informacji skąd wzięła się ta nazwa. Jedno z podań mówi o łatwiejszym wymawianiu nazwy przez Niemców. 